# Eva Gloria
Eva Gloria López (Madrid, 8 de agosto de 1951 - junio de 2007) fue una presentadora de televisión española 

## Biografía
Se hizo conocida entre los televidentes de los años 70, época en la que tuvo la oportunidad de presentar algunos de los programas más populares de la época siempre en Televisión española. 
Entre sus primeros programas destacó Tarde para todos (1973), magazine en el que compartía la presentación con Juan Antonio Fernández Abajo y el humorista Joe Rígoli. Posteriormente vendrían el cultural Etcétera (1977), Musiqueando (1977-1978) junto a José Luis Moreno, el famoso programa musical Aplauso (1978) de José Luis Uribarri y 625 líneas también en 1979, en sustitución de Mayra Gómez Kemp. Durante una etapa también trabajó como modelo y en campañas publicitarias. Hubo de abandonar su tarea en el programa Aplauso por prescripción médica.
Durante todos esos años fue también locutora de continuidad, una de las más jóvenes, junto con Isabel Tenaille o Marisa Abad.
Como cantante grabó un disco en Holanda a principios de la década de 1970 con la canción "Vamos a ver", donde también fue presentadora de televisión con el mismo título en una serie de información turística que tuvo enorme éxito.
En los años setenta mantuvo un noviazgo con el cantante Luis Fierro.